# Piotr Cieplak
Piotr Cieplak est un metteur en scène polonais né en 1960 à Częstochowa,,.

## Récompenses et distinctions
- 2005 et 2012 : Prix Konrad Swinarski[4]
- 2022 : Prix Tadeusz Boy-Żeleński[5]